# Kolonia Mieniany
Kolonia Mieniany (dawn. Mieniany-Kolonia) – część wsi Mieniany w Polsce położona w województwie lubelskim, w powiecie hrubieszowskim, w gminie Hrubieszów.